# Mattias Käit
Mattias Käit (Tallin, 29 de junio de 1998) es un futbolista estonio que juega en la demarcación de centrocampista para el F. C. Thun de la Superliga de Suiza.

## Selección nacional
Tras jugar en la selección de fútbol sub-16 de Estonia, en la sub-17, en la sub-19, en la sub-21 y en la sub-23, finalmente el 6 de enero de 2016 hizo su debut con la selección absoluta en un encuentro amistoso contra Suecia que finalizó con un resultado de empate a uno tras los goles de Albert Prosa para Estonia, y de Mikael Ishak para Suecia. Además disputó siete encuentros de clasificación para la Copa Mundial de Fútbol de 2018.

### Goles internacionales
| #  | Fecha                   | Estadio                                 | Oponente  | Gol | Resultado | Competición                                          |
| -- | ----------------------- | --------------------------------------- | --------- | --- | --------- | ---------------------------------------------------- |
| 1  | 7 de octubre de 2016    | A. Le Coq Arena, Tallin, Estonia        | Gibraltar | 1–0 | 4-0       | Clasificación para la Copa Mundial de Fútbol de 2018 |
| 2  | 7 de octubre de 2016    | A. Le Coq Arena, Tallin, Estonia        | Gibraltar | 3–0 | 4-0       | Clasificación para la Copa Mundial de Fútbol de 2018 |
| 3  | 3 de septiembre de 2017 | A. Le Coq Arena, Tallin, Estonia        | Chipre    | 1–0 | 1–0       | Clasificación para la Copa Mundial de Fútbol de 2018 |
| 4  | 7 de octubre de 2017    | Estadio Algarve, Loulé, Portugal        | Gibraltar | 0-2 | 0-6       | Clasificación para la Copa Mundial de Fútbol de 2018 |
| 5  | 30 de mayo de 2018      | Rakvere Linnastaadion, Rakvere, Estonia | Lituania  | 2–0 | 2–0       | Copa Báltica 2018                                    |
| 6  | 10 de junio de 2021     | A. Le Coq Arena, Tallin, Estonia        | Letonia   | 1-0 | 2-1       | Copa Báltica 2021                                    |
| 7  | 10 de junio de 2021     | A. Le Coq Arena, Tallin, Estonia        | Letonia   | 2-0 | 2-1       | Copa Báltica 2021                                    |
| 8  | 2 de septiembre de 2021 | A. Le Coq Arena, Tallin, Estonia        | Bélgica   | 1-0 | 2-5       | Clasificación para la Copa Mundial de Fútbol de 2022 |
| 9  | 25 de marzo de 2025     | Estadio Zimbru, Chisináu, Moldavia      | Moldavia  | 1-3 | 2–3       | Clasificación para la Copa Mundial de Fútbol de 2026 |
| 10 | 6 de junio de 2025      | A. Le Coq Arena, Tallin, Estonia        | Israel    | 1-0 | 1–3       | Clasificación para la Copa Mundial de Fútbol de 2026 |

## Clubes
| Club                       | País       | Año       | Partidos | Goles |
| -------------------------- | ---------- | --------- | -------- | ----- |
| Ross County F. C. (cedido) | Escocia    | 2018      | 6        | 0     |
| Fulham F. C.               | Inglaterra | 2018-2019 | 0        | 0     |
| N. K. Domžale              | Eslovenia  | 2019-2021 | 57       | 2     |
| F. K. Bodø/Glimt           | Noruega    | 2021      | 1        | 0     |
| Rapid de Bucarest          | Rumania    | 2022-2025 | 107      | 6     |
| F. C. Thun                 | Suiza      | 2025-     |          |       |

## Palmarés

### Títulos nacionales
| Título      | Club             | País    | Año  |
| ----------- | ---------------- | ------- | ---- |
| Eliteserien | F. K. Bodø/Glimt | Noruega | 2021 |